# Miguel Cortés Miranda
Miguel Cortés Miranda (né le 25 octobre 1984 à Mexico où il meurt le 13 avril 2025) est un bactériologiste chimique, parasitologue et meurtrier mexicain.

## Biographie
Il a étudié pour devenir bactériologiste chimiste et parasitologue ; Il est diplômé de l'École Nationale des Sciences Biologiques (ENCB) de l'Institut National Polytechnique (IPN). Il a travaillé dans des laboratoires situés à Mexico.

## Antécédents criminels
Il a publié de la poésie sur son profil Facebook, et on pense que ses textes sont liés à ses crimes.